# Elke Winkens
Elke Winkens (Linnich, Észak-Rajna-Vesztfália, Németország, 1970. március 25.–) osztrák színésznő. Legismertebb szerepe Niki Herzog nyomozó, a Rex felügyelő című sorozatban. 166 centiméter magas. Két testvére van: Franz és Karsten.

## Élete
Gyermekkorát Hollandiában, Belgiumban, Németországban és Afrikában töltötte. Már  hatéves korában balett órákra járt. Nyolcévesen tornában jeleskedett, majd táncolni kezdett, ötszörös német bajnok és kétszeres Európa-bajnok lett. Tizennyolc éves korában Londonba ment, hogy a London Studio Center-ben tanulhasson, majd 1994-ben visszatért Bécsbe, és ének, tánc és dráma órákat vett.

## Filmográfia
| Év        | Magyar cím           | Eredeti cím                                  | Szerep           | Megjegyzés      |
| --------- | -------------------- | -------------------------------------------- | ---------------- | --------------- |
| 2010      |                      | Adel Dich                                    |                  | TV film         |
| 2007      |                      | Pornorama                                    | Schröder asszony |                 |
| 2005      |                      | Die Pathologin                               | Johanna König    | TV film         |
| 2004      | Álomhotel: Mauritius | Das Traumhotel: Verliebt auf Mauritius       | Janin            | TV film         |
| 2004      | Szédült száguldás 2. | Crazy Race 2 - Warum die Mauer wirklich fiel | Titkárnő         | TV film         |
| 2002-2004 | Rex felügyelő        | Kommissar Rex                                | Niki Herzog      | Tv film sorozat |